# Cristòfor Alzamora i Abreu
Cristòfor Alzamora i Abreu (Huelva, 1905-Barcelona, 1975) va ser un arquitecte racionalista català, membre del GATCPAC.

## Biografia
Va estudiar a l'Escola Tècnica Superior d'Arquitectura de Barcelona, on es va titular el 1930. El 1929, sent encara estudiant, va elaborar amb Enric Pecourt un projecte de clínica per a l'exposició Arquitectura Nova a les Galeries Dalmau de Barcelona.
Va ser un dels membres fundadors el 1930 del GATCPAC (Grup d'Arquitectes i Tècnics Catalans per al Progrés de l'Arquitectura Contemporània). Aquest grup va abordar l'arquitectura amb voluntat renovadora i alliberadora del classicisme noucentista, així com la d'introduir a Espanya els nous corrents internacionals derivats del racionalisme practicat a Europa per arquitectes com Le Corbusier, Ludwig Mies van der Rohe i Walter Gropius. El GATCPAC defensava la realització de càlculs científics en la construcció, així com la utilització de nous materials, com les plaques de fibrociment (uralita), a més de materials més lleugers com el vidre.
Alzamora es va incorporar al GATCPAC com a soci director i, dins de l'organigrama, va ser el tresorer. El 1931, els socis directors del GATCPAC van organitzar un gabinet tècnic per a l'estudi de diversos camps d'actuació arquitectònica i urbanística, que van ser dividits entre els seus membres a través de comissions: a Alzamora, al costat de Manuel Subiño i Ripoll, li va ser encomanat Ordenaments municipals.
El 1932 va elaborar amb Ricardo de Churruca un avantprojecte per a un centre esportiu i cultural del Casal Icària de Barcelona, així com un projecte de pavelló de Productes Agrícoles de Llevant, amb Josep Lluís Sert i Sixte Illescas. A l'any següent va fer un projecte d'Escola granja amb internat per a Les Borges Blanques. El 1934 va elaborar un projecte de pavelló desmuntable per al Ministeri de Comunicació a l'Aeroport de Barcelona i, el 1936, va projectar una adaptació per a escola-parvulari del Col·legi Cor de Maria, a Barcelona (carrer de Girona 66).
El 1936 va dimitir com a soci del GATCPAC.